# Casimiro Prieto Valdés
Casimiro Prieto Valdés (Reus, 1847-Buenos Aires, 1906) Escritor y periodista español del siglo XIX, emigrado a Argentina.

## Biografía
Escritor natural de la localidad tarraconense de Reus, en esta población fundó, junto con Bartrina, El Crepúsculo. Sólo cursó estudios de primaria, con el pedagogo Alejandro García; sin embargo, era de familia ilustrada. A la edad de veinticuatro años marchó a Buenos Aires y allí publicó varios libros, además de hacer representar comedias y escribir en los periódicos La Nación, La Prensa y El Nacional. Fue director del Almanaque Sud-Americano. Fue amigo de Ricardo Palma, quien le dedica su cuento El alacrán de Fray Gómez, incluido en Tradiciones peruanas (1897).